# Paul Noël
'Paul Noël' est un cultivar de rosier grimpant obtenu en 1910 par le rosiériste normand Rémi Tanne (1856-1923) et mis au commerce à la fin de l'année 1912. Il est issu d'un croisement Rosa wichuraiana x 'Monsieur Tillier' (Bernaix 1891). Il est dédié à un ami de l'obtenteur, directeur du laboratoire régional d'entomologie agricole du département de la Seine-Inférieure à Bois-Guillaume, près de Rouen.

## Description
Son buisson, au feuillage vert sombre et brillant, est très vigoureux et florifère avec des fleurs par groupes de deux à cinq. La floraison plutôt précoce s'étale en cascades sur deux mois de mi-juin à fin juillet. Ses petites fleurs (6 cm de diamètre) pendantes sont pleines et très doubles (26-40 pétales) d'un beau rose chaud saumoné, très légèrement nuancé de jaune soufre. Leur cœur montre une rosette parfaite. Les pétales extérieurs sont pointus et ressemblent à des plumes. Elles exhalent un parfum de pomme.
Ce rosier sarmenteux aux lianes bien flexibles peut être conduit en pleureur ou sur une arche, ou encore couvrir une barrière ou une pergola et atteindre cinq à six mètres pour deux mètres d'envergure. Il convient à la mi-ombre et même à l'ombre en climat chaud.
On peut l'admirer à la roseraie du Val-de-Marne à L'Haÿ-les-Roses, à la roseraie du château du Mesnil-Geoffroy ou à la roseraie des roses de Normandie. Cette variété est parfois confondue dans le commerce avec 'Paul Transon', mais les fleurs de ce dernier ont un cœur plus froncé et des pétales plus lisses.

## Distinctions
- Médaille d'argent de la SNHF, 1912